# Viện Hàn lâm Khoa học Quốc gia Hoa Kỳ
Viện Hàn lâm Khoa học Quốc gia Hoa Kỳ (tiếng Anh: National Academy of Sciences, viết tắt NAS) là một tổ chức ở Hoa Kỳ mà các thành viên phục vụ pro bono (tình nguyện vì lợi ích chung) như "các cố vấn cho quốc gia về khoa học, kỹ thuật và y học". Vì là viện hàn lâm quốc gia, các viện sĩ mới phải được các viện sĩ hiện hành bầu chọn hàng năm, dựa trên các thành tựu liên tục nổi bật của họ trong nghiên cứu ban đầu.

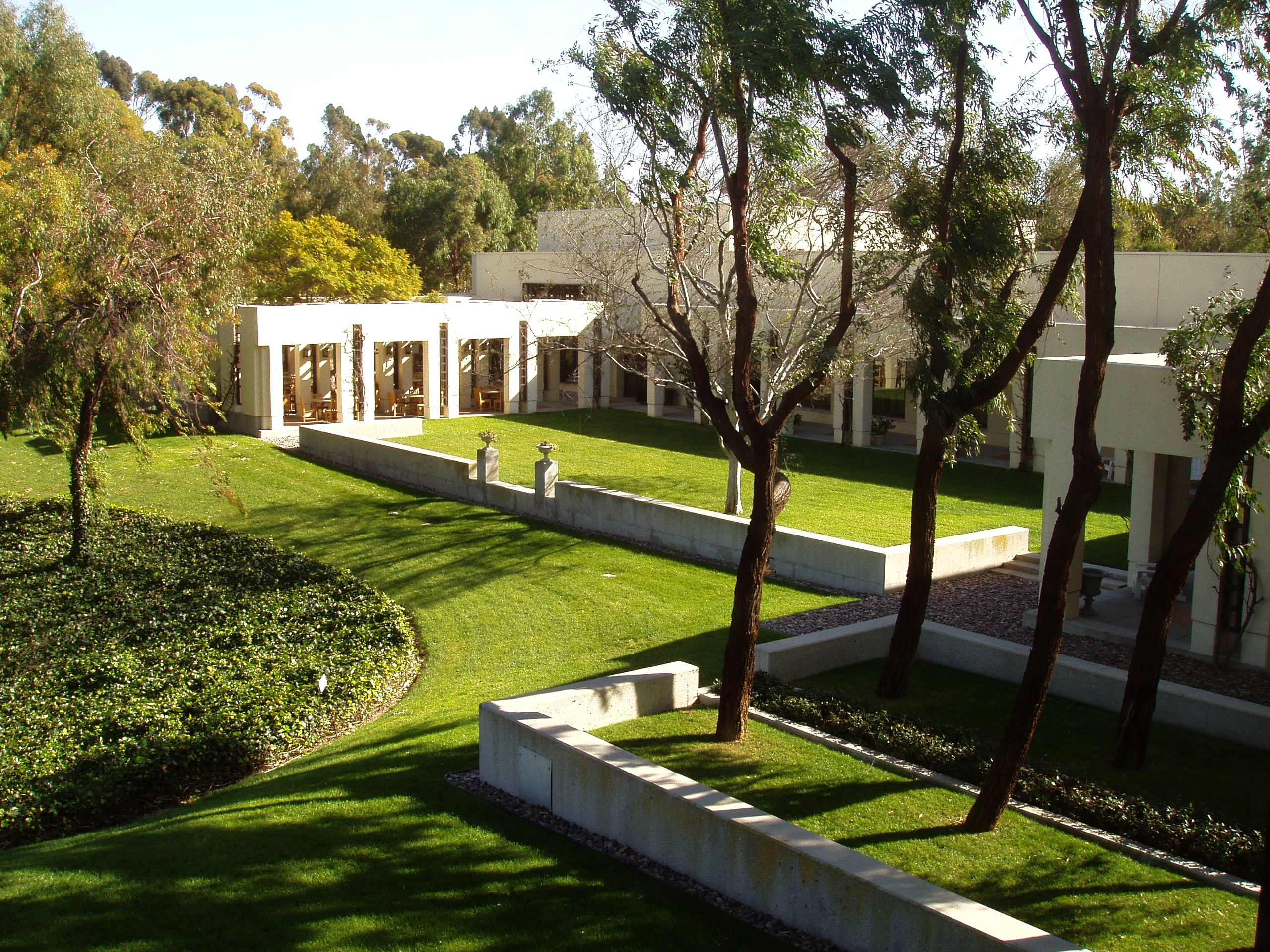
Trung tâm hội nghị Beckman của Các Viện hàn lâm quốc gia, Irvine, California

Viện hàn lâm Khoa học quốc gia Hoa Kỳ là thành phần của Các viện hàn lâm quốc gia, trong đó cũng bao gồm: 
- Viện Hàn lâm Kỹ thuật Quốc gia (NAE, National Academy of Engineering)
- Viện Y học (IOM, Institute of Medicine)
- Hội đồng Nghiên cứu Quốc gia (NRC, United States National Research Council).

### Nguồn gốc

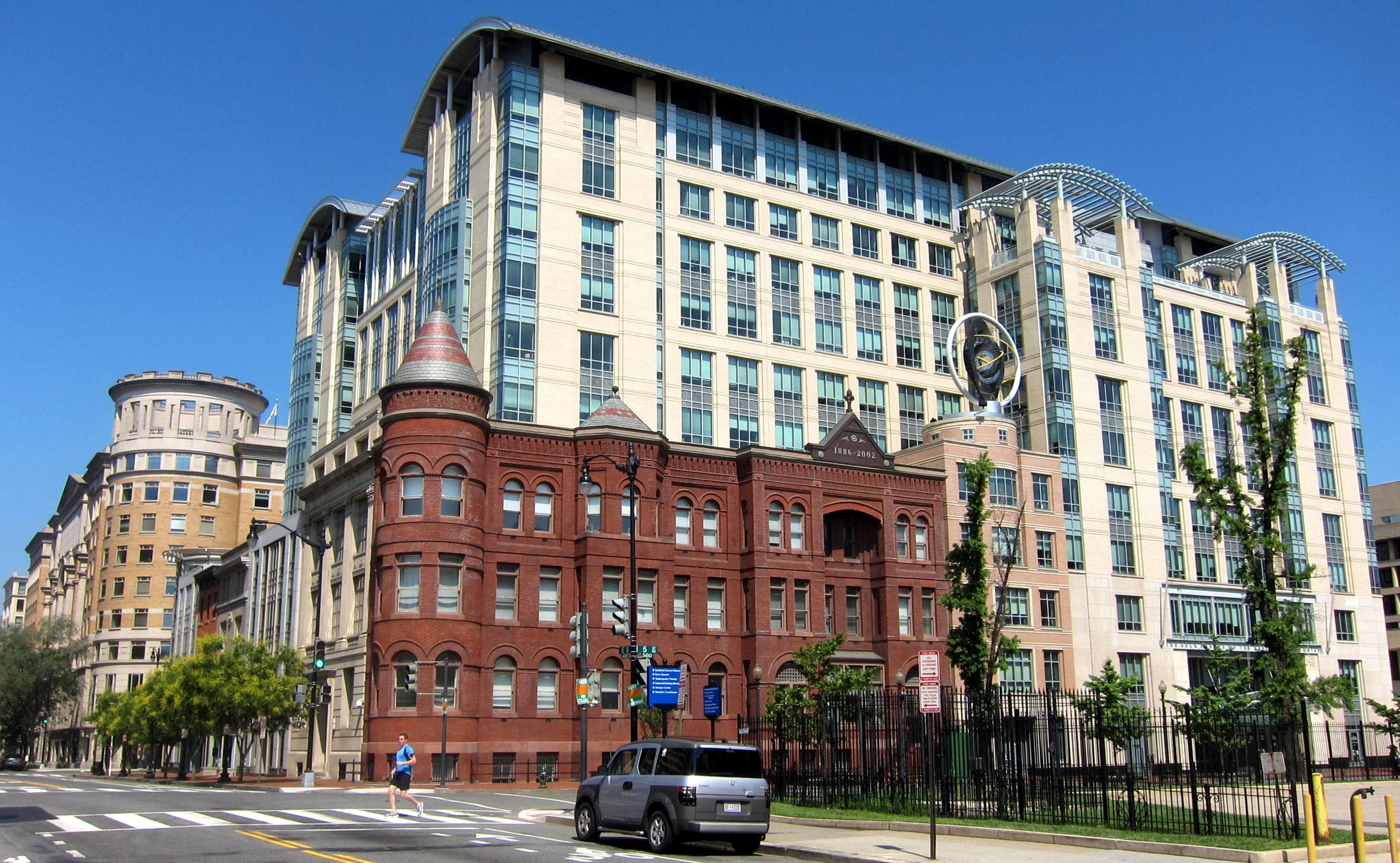
Trụ sở Viện hàn lâm Khoa học quốc gia Hoa Kỳ và Viện bảo tàng khoa học Marian Koshland nằm ở Trung tâm Keck của Các viện hàn lâm quốc gia ở Washington, D.C.

## Cái nhìn khái quát